# Сельва-деи-Молини
Сельва-деи-Молини (итал. Selva dei Molini) — коммуна в Италии, располагается в регионе Трентино — Альто-Адидже, в провинции Больцано.
Население составляет 1473 человека (2008 г.), плотность населения составляет 14 чел./км². Занимает площадь 104 км². Почтовый индекс — 39030. Телефонный код — 0474.
Покровительницей коммуны почитается святая Гертруда Нивельская, празднование 17 марта.

## Демография
Динамика населения: